# العراد
العراد منطقة صغيرة في إمارة أبوظبي في دولة الإمارات العربية المتحدة تقع على بعد 44 كم إلى الجنوب الغربي من مدينة العين وبمحاذاة الشريط الحدودي مع سلطنة عمان. وتبلغ مساحتها ما يقارب 65 كم مربع. تعتبر من المناطق الزراعية الخصبة وفيها العديد من المزارع.

## السكان
يبلغ عدد سكان العراد 3000 نسمة حسب الإحصاء السكاني سنة 2005، ويبلغ عدد منازل المواطنين 30 منزل، يتكونون من عدد من القبائل العربية كالعوامر والشوامس وغيرها من القبائل العربية، والبقية من الأجانب المقيمين الذين يعملون في المزارع.

## المرافق
كون المنطقة صغيرة وأعداد سكانها قليل بالإضافة لقربها من مدينة العين ومنطقتي الوقن والظاهرة ، فأن مرافقها قليلة تتكون من عدد من المحلات .

## العادات
تتسم عادات أهل العراد بالطابع البدوي الأصيل للقبائل العربية التي تسكنها.